# Ptychadena taenioscelis
Ptychadena taenioscelis é uma espécie de anfíbio da família Ranidae.
Pode ser encontrada nos seguintes países: Angola, Botswana, República do Congo, República Democrática do Congo, Gabão, Quénia, Malawi, Moçambique, Namíbia, África do Sul, Tanzânia, Zâmbia, e possivelmente Burundi, Uganda e Zimbabwe.
Os seus habitats naturais são: savanas áridas, savanas húmidas, matagal árido tropical ou subtropical, matagal húmido tropical ou subtropical, campos de gramíneas de baixa altitude subtropicais ou tropicais sazonalmente húmidos ou inundados, pântanos, marismas intermitentes de água doce, pastagens, canais e valas.